# Håhellerbotnen
Das Håhellerbotnen (norwegisch für Haihöhlenkessel) ist ein großer Bergkessel im ostantarktischen Königin-Maud-Land. Im Mühlig-Hofmann-Gebirge liegt er auf der Ostseite der Håhelleregga.
Norwegische Kartographen, die ihn auch benannten, kartierten ihn anhand von Luftaufnahmen und Vermessungen der Dritten Norwegischen Antarktisexpedition (1956–1960).